# El llop i el lleó
El llop i el lleó (originalment en francès: Le loup et le lion) és una pel·lícula familiar del 2021 dirigida per Gilles de Maistre que també va escriure el guió amb Prune de Maistre. La pel·lícula és protagonitzada per Molly Kunz com a Alma, que torna a la cabana del seu difunt avi i es troba tenint cura d'un cadell de llop i un de lleó que creixen junts com a germans. La pel·lícula es va estrenar el 25 de setembre de 2021 al Festival de Cinema de Zuric on va guanyar el premi a la millor pel·lícula infantil. Es va estrenar en diferents països el 13 d'octubre de 2021. La pel·lícula va rebre valoracions generalment negatives de la crítica. S'ha doblat al català.

## Repartiment
- Molly Kunz com a Alma
- Graham Greene com a Joe
- Charlie Carrick com a Eli